# Aurel Știrbu
Aurel Știrbu (n. 21 septembrie 1921) este un deputat român în legislatura 1992-1996, ales în județul Hunedoara pe listele partidului PDSR.